# 小さなインディアン ハイアワサ
小さなインディアン ハイアワサ（Little Hiawatha）は1937年に制作されたアニメーション短編映画作品である。シリー・シンフォニーシリーズ第67作。
ハイアワサは、ヘンリー・ワズワース・ロングフェローの曲『ハイアワサの歌』に由来する。

## 日本での公開
日本では邦題が"小さなハイアワサ"と"小さなインディアン ハイアワサ"の2つ存在し、2種類の吹き替えが存在する。
VHS及びDVDでは現行吹き替え版が発売されているものの、ディズニーデラックスでは旧吹き替え版(小さなハイアワサ)が配信されていた。

## キャスト
- ハイアワサ：
- ナレーション：ガイーヌ・ホイットマン、塩屋浩三（現行吹き替え版）

他にもサリーノーブル、メアリーロゼッティ、ミリーウォルターズが出演している。

## スタッフ
| 製作 | ウォルト・ディズニー                                                                                     |
| 原画 | ディック・ヒューマー、チャールズ・ソーソン、オーリー・ジョンストン、フレッド・ムーア、フランク・トーマス |
| 監督 | デイヴィッド・ハンド                                                                                     |
| 制作 | ウォルト・ディズニー・プロダクション                                                                     |